# モンテ・サン・ジュスト
モンテ・サン・ジュスト（伊: Monte San Giusto）は、イタリア共和国マルケ州マチェラータ県にある、人口約7,500人の基礎自治体（コムーネ）。

## 地理

### 位置・広がり
マチェラータ県東部のコムーネ。アドリア海沿岸のチヴィタノーヴァ・マルケから南西へ13km、県都マチェラータから東南東へ13km、フェルモから北西へ13kmの距離にある。

#### 隣接コムーネ
隣接するコムーネは以下の通り。括弧内のFMはフェルモ県所属を示す。
- コッリドーニア
- モンテ・サン・ピエトランジェリ (FM)
- モンテグラナーロ (FM)
- モッロヴァッレ

### 気候分類・地震分類
モンテ・サン・ジュストにおけるイタリアの気候分類 (it) および度日は、zona D, 1923 GGである。
また、イタリアの地震リスク階級 (it) では、zona 2 (sismicità media) に分類される。

## 姉妹都市
- Jœuf、フランス